# Хіраґана
Хіраґа́на (яп. 平仮名, ひらがな, «гладка абетка», «рівна абетка») — японська складова абетка кана. Одна з систем письма японської мови поряд із катаканою, китайськими ієрогліфами, арабськими цифрами і латинською абеткою. Виникла у IX столітті на базі скорописного варіанту стародавньої японської абетки манйоґана. Остаточно уніфікована в другій половині XIX століття. Містить 48 знаків, кожен з яких позначає один склад або мору. Записується в традиційному поетичному або систематизованому фонетичному порядку. Використовується для запису граматичних часток, відмінкових суфіксів, післякорінних змінюваних частин слова, фонетичних підказок для ієрогліфів, а також у дошкільній літературі.

## Синоніми
- Ка́на (яп. 仮名, かな) — «абетка», «вдавані букви», «імітація ієрогліфів»; скорочення від слова каріна (яп. 仮名, かりな)[6];
- Ка́нна (яп. 仮名, かんな) — «абетка», «вдавані букви», «імітація ієрогліфів»; скорочення від слова каріна (仮名, かりな)[7];
- О́ннаде (яп. 女手, おんなで, をんなで) — «жіночий почерк»[8];
- О́нна-мо́дзі (яп. 女文字, おんなもじ) — «жіночі букви»[7].
- Со́ґана (яп. 草仮名, そうがな) — «скорописна кана»[9].

## Характеристика
Хіраґана складається з 48 знаків або букв. 5 із них позначають прості голосні звуки, 3 — йотовані голосні звуки, а решта 40 — силаби, сполучення приголосних і голосних звуків. З другої половини XX століття знаки ゐ та ゑ, що вказують на звуки /wi/ та /we/, майже не використовуються, тому фактично абетка складається з 46 знаків.
Традиційно всі знаки хіраґани, за винятком знака ん, що позначає звук /ɴ/, записуються у віршованому порядку. Він називається «іроха», за іменем трьох перших букв вірша い, ろ і は. Починаючи з другої половини XIX століття, у навчальних та академічних виданнях замість віршованого порядку вживається фонетичний. Він має назву ґодзюон — «п'ятдесят звуків» і систематизує всі знаки хіраґани в п'ятидесятикоміркову таблицю за принципом фонетичної спорідненості.
| Ґодзюон          |                 |                 |                 |                 |                 |                   |                  |                 |              |
| わ [ɰa] wa • ва  | ら [ɺa] ra • ра | や [ja] ja • я  | ま [ma] ma • ма | は [ha] ha • ха | な [na] na • на | た [ta] ta • та   | さ [sa] sa • са  | か [ka] ka • ка | あ [a] a • а |
| ゐ [ɰi] i • і    | り [ɺі] ri • рі |                 | み [mі] mi • мі | ひ [çi] hi • хі | に [ɲi] ni • ні | ち [ʨi] chi • ті  | し [ɕi] shi • сі | き [ki] ki • кі | い [і] i • і |
|                  | る [ɺɯ] ru • ру | ゆ [jɯ] ju • ю  | む [mɯ] mu • му | ふ [ɸɯ] hu • ху | ぬ [nɯ] nu • ну | つ [t͡sɯ] tsu • цу | す [sɯ] su • су  | く [kɯ] ku • ку | う [ɯ] u • у |
| ゑ [ɰe] e • е    | れ [ɺe] re • ре |                 | め [me] me • ме | へ [he] he • хе | ね [ne] ne • не | て [te] te • те   | せ [se] se • се  | け [ke] ke • ке | え [e] e • е |
| を [ɰo] o • о    | ろ [ɺo] ro • ро | よ [jo] jo • йо | も [mo] mo • мо | ほ [ho] ho • хо | の [no] no • но | と [to] to • то   | そ [so] so • со  | こ [ko] ko • ко | お [o] o • о |
| ん [ɴ] N • н (м) |                 |                 |                 |                 |                 |                   |                  |                 |              |

| Іроха |                |                |                |                      |                |                |                |                      |             |                |                |                   |                |                |                |                      |
| | 酔 ひ も せ ず | ゑ ひ も せ す | 浅 き 夢 見 じ | あ さ き ゆ め み し | 今 日 越 え て | け ふ こ え て | 有 為 の 奥 山 | う ゐ の お く や ま | 常 な ら ん | つ ね な ら む | 我 が 世 誰 ぞ | わ か よ た れ そ | 散 り ぬ る を | ち り ぬ る を | 色 は 匂 へ ど | い ろ は に ほ へ と |
| |                |                |                |                      |                |                |                |                      |             |                |                |                   |                |                |                |                      |
| Віють кольори краси, та змарніють всі! Що у світі нашім вічним може буть? Метушні далекі гори зараз подолай, І пустим хмільним примарам поклади ти край! |                |                |                |                      |                |                |                |                      |             |                |                |                   |                |                |                |                      |

| |
| 1) Знаки розміщено у традиційний для японських академічних видань спосіб: вертикальними стовпчиками, які читаються справа наліво. 2) В таблиці «іроха» наведено запис вірша ієрогліфами та його переклад українською. 3) В таблиці «ґодзюон» подано відповідники МФА, латинське та кириличне прочитання знаків. |

Окрім основних знаків хіраґани, існують додаткові. Вони не вносяться до таблиць іроха та ґодзюону, оскільки є похідними від основних. Додаткові знаки виражають дзвінкі проривні, глухі проривні та пом'якшені приголосні. Дзвінкі приголосні записують із додаванням знака дзвінкості «゛», глухі приголосні — із додаванням знака «゜», а пом'якшені приголосні — із додаванням до знаків фонетичного ряду /i/ зменшених йотованих голосних ゃ, ゅ і ょ.
| Дзвінкі         |                   |                   |                 |
| ば [ba] ba • ба | だ [da] da • да   | ざ [d͡za] za • дза | が [ga] ga • ґа |
| び [bi] bi • бі | ぢ [d͡ʑi] ji • дзі | じ [d͡ʑi] ji • дзі | ぎ [gi] gi • ґі |
| ぶ [bɯ] bu • бу | づ [zɯ] zu • дзу  | ず [d͡zɯ] zu • дзу | ぐ [gɯ] gu • ґу |
| べ [be] be • бе | で [de] de • де   | ぜ [d͡ze] ze • дзе | げ [ge] ge • ґе |
| ぼ [bo] bo • бо | ど [do] do • до   | ぞ [d͡zo] zo • дзо | ご [go] go • ґо |

| Глухі           |                    |
| ぱ [pa] pa • па | かﾟ [ŋa] nga • нга |
| ぴ [pi] pi • пі | きﾟ [ŋi] ngi • нгі |
| ぷ [pɯ] pu • пу | くﾟ [ŋɯ] ngu • нгу |
| ぺ [pe] pe • пе | けﾟ [ŋe] nge • нге |
| ぽ [po] po • по | こﾟ [ŋo] ngo • нго |

| Пом'якшені           |                      |                      |                      |                     |                          |                          |                      |
| りゃ [ɾʲa] rya • ря  | みゃ [mʲa] nya • мя  |                      | ひゃ [ça] hi • хя    | にゃ [nʲa] nya • ня | ちゃ [t͡ɕa] cha • чя      | しゃ [ɕa] sha • шя       | きゃ [kʲa] kya • кя  |
| りゅ [ɾʲɯ] ryu • рю  | みゅ [mʲɯ] myu • мю  |                      | ひゅ [çɯ] hyu • хю   | にゅ [ɲɯ] nyu • ню  | ちゅ [t͡ɕɯ] chu • чю      | しゅ [ɕɯ] shu • шю       | きゅ [kʲɯ] kyu • кю  |
| りょ [ɾʲo] ryo • рьо | みょ [mʲo] myo • мьо |                      | ひょ [ço] hyo • хьо  | にょ [ɲo] nyo • ньо | ちょ [t͡ɕo] cho • чьо     | しょ [ɕo] sho • шьо      | きょ [kʲo] kyo • кьо |
|                      |                      | ぴゃ [pʲa] pya • пя  | びゃ [bʲa] bya • бя  |                     | ぢゃ [(d)ʑa] ja • (д)жя  | じゃ [(d)ʑa] ja • (д)жя  | ぎゃ [ɡʲa] gya • ґя  |
|                      |                      | ぴゅ [pʲɯ] pyu • пю  | びゅ [bʲɯ] byu • бю  |                     | ぢゅ [(d)ʑɯ] ju • (д)жю  | じゅ [(d)ʑɯ] ju • (д)жю  | ぎゅ [ɡʲɯ] gyu • ґю  |
|                      |                      | ぴょ [pʲo] pyo • пьо | びょ [bʲo] byo • бьо |                     | ぢょ [(d)ʑo] jo • (д)жьо | じょ [(d)ʑo] jo • (д)жьо | ぎょ [ɡʲo] gyo • ґьо |

## Історія
Винайдення хіраґани традиційно приписується Кукаю, буддистському ченцю IX століття. Перші згадки про його авторство зустрічаються в праці середньовічного японського літературознавця Кадзан'їна Наґатіки «Показовий аналіз японської катакани», укладеній в першій половині XV століття. В цій роботі зазначається, що з XI століття Кукай вважався автором «пісні іроха», яка служила зразком для упорядкування хіраґани. Проте японські філологи XX століття відкидають цю гіпотезу, вказуючи на помилкове ототожнення автора «пісні іроха» з автором абетки хіраґана. На думку Хіросі Цукісіми, у хіраґани не було єдиного автора. Процес її створення тривав декілька десятиліть, в якому брали участь декілька упорядників.
В японському мовознавстві новітнього періоду вважається, що знаки хіраґани — це спрощена форма скоропису китайських ієрогліфів; іншими словами — скоропис скоропису. Згідно з цією гіпотезою, починаючи з кінця VIII століття, японці використовували в поезії та приватних листах систему письма, що називалася манйоґана. Вона передбачала запис японських слів схожими за звучанням китайськими ієрогліфами. На основі цієї системи письма виник скоропис — соґана, який в результаті подальшого спрощення перетворився в хіраґану. Ця гіпотеза є панівною в середовищі японських мовознавців, але вона має дуже мало доказів, які б доводили процес перетворення ієрогліфів у хіраґану.
Найстаріший документ, що вперше фіксує знаки подібні до хіраґани, датується 867 роком. Це подвірний реєстр провінції Санукі, в якому вжито чотири літери ふ, お, い та と. Вони написані разом із скорописними знаками манйоґани. В деяких релігійно-філософських трактатах IX століття знаки хіраґани використовувалися як підказки для прочитання ієрогліфів. Перше найстаріше джерело, що було повністю написане хіраґаною, — це приватний лист, датований 905 роком, зі збірки документів монастиря Тонан'їн. Згодом, в джерелах X століття, ця абетка вживалася для нотаток, кореспонденції та графіті. Хоча писемних джерел для визначення точної появи хіраґани дуже мало, Хіросі Цукісіма вважає, що процес її упорядкування завершився в другій половині — кінці IX століття, а з X століття ця абетка набула широкого розповсюдження.

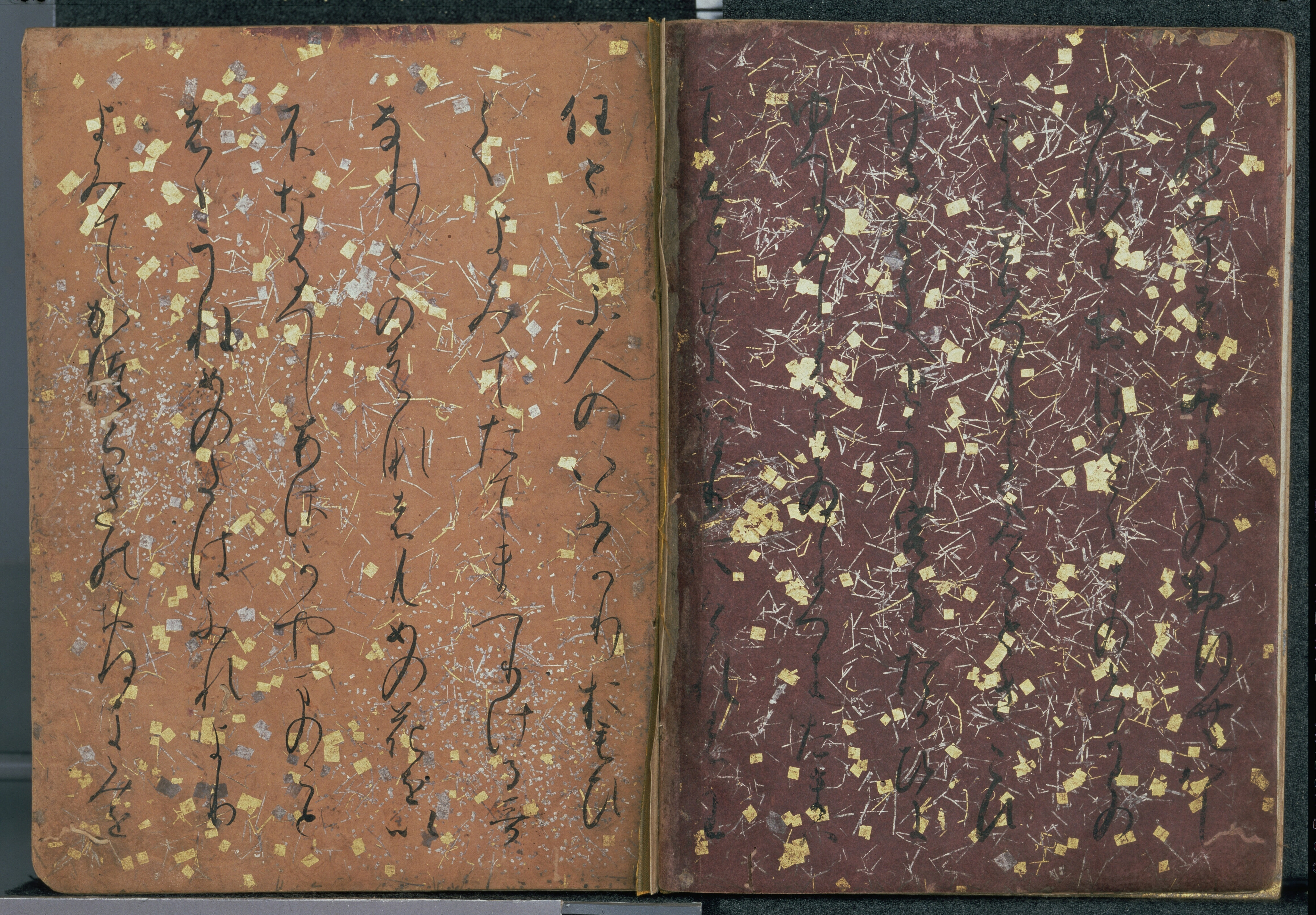
Передмова «Збірки старих і нових японських пісень», написана хіраґаною (копія 1120 року).

Протягом X—XII століть хіраґана стала поступово використовуватися в щоденниках і оповіданнях. Її часто вживали для запису звичайних побутових речей, тому більшість текстів, складених цією абеткою, відбивають тогочасну японську розмовну мову. Оскільки знання китайської ієрогліфіки було прерогативою чоловіків, хіраґаною часто послуговувалися жінки. Через це її називали оннаде — «жіночий почерк» або онна-моджі — «жіночі букви». Незважаючи на таке іменування, хіраґана не було письмом лише для жінок. Її часто використовували чоловіки, які записували нею пісні, а також перші відомі оповідання жанру моноґатарі. Велика кількість літературних пам'яток, складена хіраґаною в цей період, була зразком для наслідування наступних поколінь, тому абетка, якою вони були записані, вважалася зразковою. Стиль її знаків відтоді майже не змінювався.
Епохальним для хіраґани став вихід у 913 році Імператорської антології «Збірка старих і нових японських пісень», що була написана знаками цієї абетки. Це був момент, коли хіраґана отримала визнання на державному рівні, перетворившись з письма приватного листування на письмо вишуканої поезії придворної аристократії. Абетка поступово упорядковувался, а її знаки спрощувалися. Починаючи з пізнього середньовіччя, хіраґана стала об'єктом японської каліграфії поряд із китайськими ієрогліфами.
До XII століття хіраґана рідко використовувалася в текстах, написаних китайським письмом. Проте з XIII століття її стали вживати вперемішку з ієрогліфами. В таких текстах переважали знаки абетки, а ієрогліфи використовувалися як знаки манйоґани. В ранньому новому часі хіраґану вважали письмом для малоосвічених. Окрім поезії, її використовували в оповіданнях, казках та історичних творах для полегшеного сприйняття тексту. Ці роботи використовували багато альтернативних знаків, які позначали однакові звуки. 1900 року всі знаки були остаточно уніфіковано урядовим наказом про початкові школи.

## Написання
У наведеній нижче таблиці показано порядок написання штрихів кожного символа хіраґани. Вона впорядкована в традиційний спосіб, починаючи з верхньої правої частини, і читається вниз по стовпцях. Номери і стрілки показують порядок написання штрихів і напрям цих штрихів відповідно.
| Кана | Порядок написання | Лат. | Кир.  | МФА | Походження | Походження | Походження |
| あ   |                   | а    | а     | a   | 安         |            | あ         |
| い   |                   | і    | і     | і   | 以         |            | い         |
| う   |                   | u    | у     | ɯ   | 宇         |            | う         |
| え   |                   | е    | е     | е   | 衣         |            | え         |
| お   |                   | о    | о     | o   | 於         |            | お         |
| か   |                   | kа   | ка    | ka  | 加         |            | か         |
| き   |                   | kі   | кі    | kʲі | 幾         |            | き         |
| く   |                   | ku   | ку    | kɯ  | 久         |            | く         |
| け   |                   | kе   | ке    | kе  | 計         |            | け         |
| こ   |                   | kо   | ко    | ko  | 己         |            | こ         |
| さ   |                   | sa   | са    | sa  | 左         |            | さ         |
| し   |                   | shi  | ші/сі | ɕі  | 之         |            | し         |
| す   |                   | su   | су    | sɯ  | 寸         |            | す         |
| せ   |                   | se   | се    | sе  | 世         |            | せ         |
| そ   |                   | so   | со    | so  | 曾         |            | そ         |
| た   |                   | ta   | та    | ta  | 太         |            | た         |
| ち   |                   | chi  | чі/ті | t͡ɕі | 知         |            | ち         |
| つ   |                   | tsu  | цу    | t͡sɯ | 川         |            | つ         |
| て   |                   | te   | те    | tе  | 天         |            | て         |
| と   |                   | to   | то    | to  | 止         |            | と         |
| な   |                   | nа   | на    | na  | 奈         |            | な         |
| に   |                   | nі   | ні    | ɲі  | 仁         |            | に         |
| ぬ   |                   | nu   | ну    | nɯ  | 奴         |            | ぬ         |
| ね   |                   | nе   | не    | nе  | 禰         |            | ね         |
| の   |                   | nо   | но    | no  | 乃         |            | の         |
| は   |                   | ha   | ха    | ha  | 波         |            | は         |
| ひ   |                   | hi   | хі    | çі  | 比         |            | ひ         |
| ふ   |                   | fu   | фу    | ɸɯ  | 不         |            | ふ         |
| へ   |                   | he   | хе    | hе  | 部         |            | へ         |
| ほ   |                   | ho   | хо    | ho  | 保         |            | ほ         |
| ま   |                   | mа   | ма    | ma  | 末         |            | ま         |
| み   |                   | mі   | мі    | mʲі | 美         |            | み         |
| む   |                   | mu   | му    | mɯ  | 武         |            | む         |
| め   |                   | mе   | ме    | mе  | 女         |            | め         |
| も   |                   | mо   | мо    | mo  | 毛         |            | も         |
| や   |                   | yа   | я     | ja  | 也         |            | や         |
| ゆ   |                   | yu   | ю     | jɯ  | 由         |            | ゆ         |
| よ   |                   | yо   | йо    | jo  | 与         |            | よ         |
| ら   |                   | ra   | ра    | ɾa  | 良         |            | ら         |
| り   |                   | ri   | рі    | ɾʲі | 利         |            | り         |
| る   |                   | ru   | ру    | ɾɯ  | 留         |            | る         |
| れ   |                   | re   | ре    | ɾе  | 礼         |            | れ         |
| ろ   |                   | ro   | ро    | ɾo  | 呂         |            | ろ         |
| わ   |                   | wa   | ва    | ɰa  | 和         |            | わ         |
| ゐ   |                   | wi   | і     | ɰі  | 為         |            | ゐ         |
| ゑ   |                   | we   | е     | ɰе  | 恵         |            | ゑ         |
| を   |                   | wo   | о     | ɰo  | 遠         |            | を         |
| ん   |                   | n    | н     | n   | 无         |            | ん         |

## Правила письма і вимови

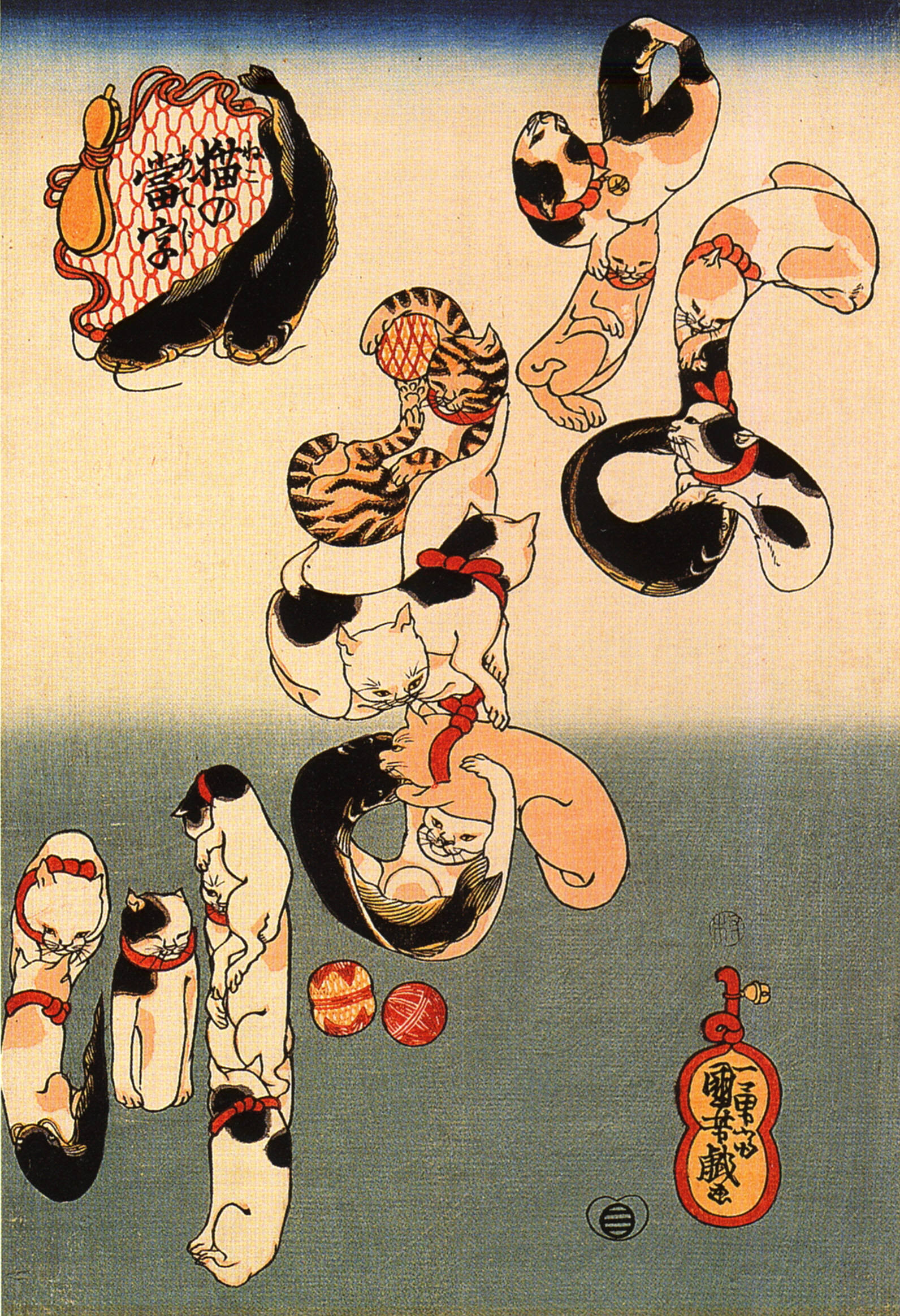
Ребус хіраґаною. У вигляді кішок, справа наліво, записано слово なまづ (намадзу) — «сом» (Утаґава Кунійосі, 1844—1848).

За невеликим винятком для часток は, を і へ, які в деяких випадках вимовляються як «ва», «о» і «е», знаки хіраґани читаються відповідно до вищенаведеної таблиці. До реформ епохи Мейджі правила вимови були складнішими. Сучасні винятки з правил є спадщиною старої системи. Точні правила вимови називаються канадзукай (仮名遣い — «використання кани»).
Існує два знаки хіраґани, які вимовляються як «джі» (じ і ぢ), та два знаки, які вимовляються як «дзу» (ず і づ). Ці пари не є взаємозамінними. Зазвичай, сьогодні «джі» пишеться як じ, і «дзу» як ず, однак існують винятки. Якщо у слові перший склад записується знаком без ніґорі (Х), а другий склад може записуватися тим же знаком, але з ніґорі (Х゛), то для їхнього запису використовується той самий знак хіраґани. Наприклад, тіджімеру («проливати», «скорочувати») передається на письмі як ちぢめる. У складених словах, у яких нігорі робить наступний приголосний дзвінким, також використовується вихідний знак хіраґани. Наприклад, слово ті (血 — «кров») записується й звучить як ち. Коли ж ієрогліфи 血 і 鼻 (хана, «ніс») поєднуються у словосполучення ханаджі (鼻血 — «кровотеча з носа»), звук 血 змінюється з «ті» на «джі». У такий спосіб слово ханаджі пишеться хіраґаною як はなぢ. Тобто для одного й того ж ієрогліфа 血 можуть застосовуватись різні символи хіраґани. Аналогічно, слово цукау (使う — «використовувати») пишеться хіраґаною як つかう, але словосполучення канадзукай (かな使い — «використання кани») пишеться як かなづかい.
Втім, це правило не застосовується, коли ієрогліфи використовуються у словосполученнях, зміст яких незрозумілий з «дослівного» прочитання ієрогліфів. Наприклад, слово інадзума (稲妻 — «блискавка») складається з ієрогліфів іна (稲 — «рис», пишеться як いな) і цума (妻 — «дружина», пишеться як つま, але у складі слова з декількох ієрогліфів як ずま дзума). Оскільки прямий переклад двох ієрогліфів не передає точне значення словосполучення, воно записується хіраґаною як いなずま, а не いなづま.
У хіраґані довгий голосний передається за допомогою додавання голосного до попереднього складу. Як правило, це робиться за допомогою знака «у» う, щоб подовжити звук «о» お і знака «і» い, щоб подовжити звук «е» え, але іноді такі комбінації читаються окремо, як, наприклад, у дієслові 追う, おう (переслідувати), що читається як «оу», оскільки う є закінченням дієслова. Але подовження може записуватись і по-іншому, наприклад, слово о:кій 大きい («великий») записується хіраґаною як おおきい оокій. Знак подовження голосної тьоон (ー, «довгий звук»), який використовується у катакані, застосовується у хіраґані рідко, наприклад, у слові らーめん (рамен, «китайська локшина»), однак таке вживання є винятком.
Слово не може починатися зі знака «н» ん. Однак, після «н» може стояти голосний. Наприклад, рен'ай (恋愛 — «любов») записується хіраґаною як れんあい (слова ренай れない не існує). Перед приголосними «п», «б» і «м» звук «н» вимовляється як «м», що, як правило, відображається під час транскрипції японського тексту кирилицею. Наприклад, слово しんぶん (新聞 — «газета») буде записане як сімбун.

## Юнікод
В Юнікоді хіраґана займає кодові позиції з U+3040 по U+309F:
|        | Хіраґана |    |    |    |    |    |    |    |    |    |    |    |    |    |    |    |
| 0      | 1        | 2  | 3  | 4  | 5  | 6  | 7  | 8  | 9  | A  | B  | C  | D  | E  | F  |    |
| U+304x | ぀        | ぁ | あ | ぃ | い | ぅ | う | ぇ | え | ぉ | お | か | が | き | ぎ | く |
| U+305x | ぐ       | け | げ | こ | ご | さ | ざ | し | じ | す | ず | せ | ぜ | そ | ぞ | た |
| U+306x | だ       | ち | ぢ | っ | つ | づ | て | で | と | ど | な | に | ぬ | ね | の | は |
| U+307x | ば       | ぱ | ひ | び | ぴ | ふ | ぶ | ぷ | へ | べ | ぺ | ほ | ぼ | ぽ | ま | み |
| U+308x | む       | め | も | ゃ | や | ゅ | ゆ | ょ | よ | ら | り | る | れ | ろ | ゎ | わ |
| U+309x | ゐ       | ゑ | を | ん | ゔ | ゕ | ゖ | ゗  | ゘  | ゙   | ゚   | ゛ | ゜ | ゝ | ゞ | ゟ |

Блок хіраґани в Юнікоді містить складені символи для всіх знаків хіраґани, які перебувають сьогодні в обігу, включаючи зменшені голосні й палаталізовані звуки для складних складів, а також застарілі знаки «ві» й «ве» й рідко використовуваний «ву» (ゔ). У кодову таблицю включені складені комбінації основних знаків хіраґани з ніґорі та ханніґорі, але їх також можна одержати, якщо слідом за основним знаком поставити окремий знак ніґорі чи ханніґорі (U+3099 і U+309A). Даний метод потрібний для того, щоб додати відповідний діакритичний знак до кани, яка звичайно з ними не вживається. Наприклад, для того, щоб додати ніґорі до голосної або ханніґорі до складу, що починається не на «х».
Знаки U+3095 и U+3096 — це зменшені «ка» (か) і «ке» (け). U+309F — здвоєний знак «йорі» (より), який інколи використовується у текстах, написаних вертикально. U+309B і U+309C — це розділові еквіваленти до комбінованих знакам ніґорі та ханніґорі.
Позіції кодової таблиці U+3040, U+3097 і U+3098 зарезервовані.